# Babi ngepet

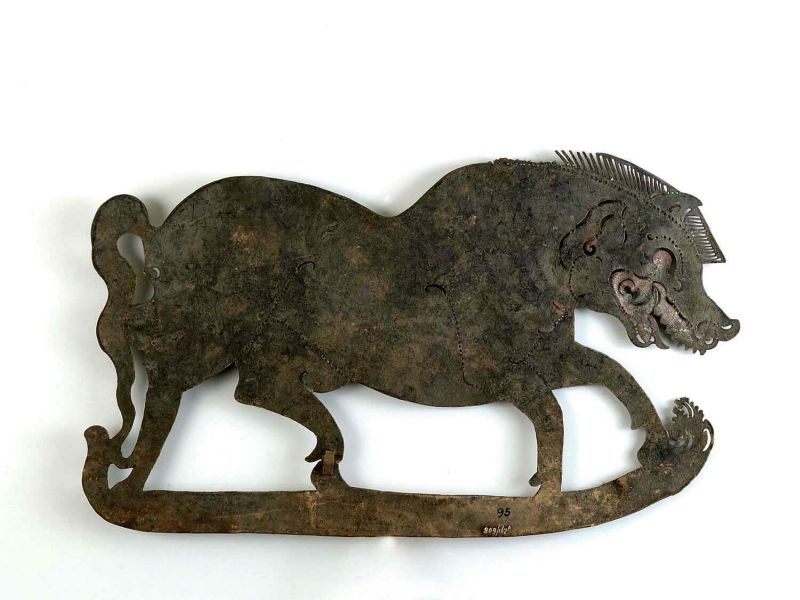
La sagoma di un babi ngepet costruita per il Wayang Kulit, il tradizionale teatro delle ombre giavanese

Un babi ngepet, o babi jadi-jadian, è un demone cinghiale appartenente al folklore e alla mitologia indonesiani, la cui credenza è particolarmente diffusa nelle isole di Giava e di Bali.

## Credenza
Seconto il folklore locale, un babi ngepet non è altro che la forma assunta da una persona praticante la magia nera, nota come pesugihan babi, il cui nome deriva dalla parole giavanese sugih, ossia "ricco", che prevede che una persona rinunci alla propria umanità, o alla vista di uno dei propri figli, in cambio di una ricchezza immediata. Con una trasformazione uomo-animale simile al concetto di lupo mannaro presente in Occidente, la persona si trasforma quindi in un cinghiale per un certo periodo di tempo, oppure, secondo altre versioni, lascia che il proprio corpo si temporaneamente posseduto da un demone cinghiale.
Secondo alcuni miti, la trasformazione avviene con la persone che si avvolge prima in vesti nere, poi mangia le feci di un demone maiale con cui ha stretto un patto dopo averlo incontrato sul monte Kawi, vicino a Malang, e quindi si tramuta miracolosamente in un cinghiale nero, molto più grosso di un comune cinghiale, con la bocca insanguinata e con una faccia con fattezze sia di essere umano che di suide. Dopo la trasformazione, babi ngepet vaga per il villaggio, strofinando il corpo contro il muro o la porta delle case e facendo in questo modo magicamente scomparire gli averi degli abitanti, come denaro, oro e gioielli. Al ritorno dall'incursione, che deve avvenire prima dell'alba, il babi ngepet si trasforma nuovamente in essere umano e, se la sortita sarà stata efficace, le vesti nere saranno piene del denaro o dei gioielli rubati.
Sempre secondo le credenze locali, la persona che pratica l'incantesimo e che si trasforma in un babi ngepet deve digiunare per alcuni giorni prima di compiere la trasformazione e non può agire da sola, avendo bisogno di un assistente - solitamente il proprio coniuge, che nella maggior parte dei casi è la moglie - che, fintanto che il babi ngepet è in azione, resti a casa e mantenga accesa una candela posta a galleggiare su una bacinella d'acqua. Se la fiamma della candela trema, si affievolisce o arriva quasi a spegnersi, significa che il babi ngepet è in pericolo ed è stato colto sul fatto dagli abitanti del villaggio; nel qual caso, il complice deve spegnere la candela in modo che il padrone possa immediatamente ritornare alla forma umana e tornare a casa sano e salvo.

## Interpretazione
Secondo gli studiosi del folklore indonesiano, la nascita della credenza nei babi ngepet fu dovuta alla necessità di trovare un modo per spiegare un'altrimenti inspiegabile perdita di ricchezze o un misterioso furto avvenuto in un villaggio, oppure alla necessità di trovare un mezzo che spingesse gli abitanti dei villaggi a stare in guardia dai cinghiali, ritenuti dannosi per risaie o fienili. Proprio a causa di queste credenze, ancora oggi, gli abitanti dei villaggi giavanesi spesso inseguono o addirittura uccidono qualsiasi cinghiale scoperto a vagare di notte per i villaggi.
Secondo lo storico Christopher Reinhart, la paura degli agricoltori, in particolare di quelli che vivono solo per soddisfare i bisogni di base, di vedere uno degli abitanti del proprio villaggio arricchirsi - cosa che potrebbe aggiungersi alle loro difficoltà, poiché i "nuovi ricchi" diventavano spesso usurai o intermediari di questi - portò alla necessità di etichettare i ricchi come personaggi pericolosi e vicini alle potenze magiche oscure, così da far nascere negli abitanti del villaggio del sospetto e del timore verso di essi, nonché il desiderio di non diventare ricco.
L'associazione del cinghiale con le arti magiche riguardanti la fortuna materiale ha probabilmente origine da credenze giavanesi pre-islamiche e pre-indù-buddiste che associano il cinghiale alla ricchezza domestica, alla fortuna e alla prosperità. Peraltro, la parola "celengan", che in giavanese significa "risparmio" o "salvadanaio", deriva proprio dalla parola "celeng", ossia "cinghiale".